# Пиура
Пиу̀ра (на испански: Piura) е град в Северозападно Перу, известен още като Първия град.
Административен център на регион Пиура и на провинция Пиура. Населението на градската агломерация е 460 876 жители (по данни от преброяването от 2017 г.).

## Побратимени градове
- Лима, Перу
- Баия Бланка, Аржентина